# Gletterens
Gletterens é uma comuna da Suíça, localizada no Cantão de Friburgo, com 789 habitantes, de acordo com o censo de 2010 . Estende-se por uma área de 2,92 km², de densidade populacional de 261 hab/km². Confina com as seguintes comunas: Boudry (NE), Chevroux (VD), Cortaillod (NE), Delley-Portalban, Grandcour (VD) e Vallon.
A língua oficial nesta comuna é o francês.

## Idiomas
De acordo com o censo de 2000, a maioria da população fala francês (71,8%), sendo o alemão a segunda língua mais comum, com 25,9%, e o italiano a terceira, com 0,9%.